# Хан, Асиф
Асиф Хуссейн Хан (бенг. আসিফ হোসেন খান; род. 15 февраля 1986, Пабна) — бангладешский стрелок, специализирующийся в стрельбе из винтовки. Участник Олимпиады в Афинах. Победитель и призёр Игр Содружества.

## Карьера
Первоначально Асиф Хан занимался лёгкой атлетикой, но потом по настоянию тренера выбрал пулевую стрельбу.
В 2002 году он выиграл внутренние соревнования в своей стране и получил возможность выступить на Играх Содружества, которые проходили в Манчестере. На них пятнадцатилетний Хан сенсационно выиграл золотую медаль в стрельбе из пневматической винтовки. До последнего выстрела он шёл на четвёртой позиции, но удачный завершающий выстрел стал для него победным. Золотая медаль Хана стала второй за всю историю выступления Бангладеш на Играх Содружества.
На Олимпиаде в Афинах Хан был знаменосцем своей сборной на церемонии открытия. Он выступил только в стрельбе из пневматической винтовки и занял в квалификации 35 место.
В 2005 году на чемпионате Азии в Бангкоке Асиф завоевал бронзовую медаль.
В 2006 году на Играх Содружества в Мельбурне завоевал серебро в парных соревнованиях вместе с Анжаном Кумаром.
На чемпионате южной Азии 2008 Асиф Хан завоевал две золотые медали в личном и командном первенствам по стрельбе из пневматической винтовки.